# Anjou (França)
Anjou és una regió històrica i cultural francesa i antiga província del mateix nom amb capital a Angers. Tot i que l'antic ducat ha desaparegut, el nom "Anjou" encara s'empra per a anomenar el territori de Maine i Loira. El territori d'Anjou s'inclou a l'actual departament de Maine i Loira.
Anjou com a territori i entitat administrativa apareix durant l'Antiguitat amb els poblants andecaus (gals). El territori, amb centralitat a Angers (Andegavum), és força concordant amb els límits de l'actual departament. L'àrea va ser ocupada pels romans i més endavant va ser objecte de lluites i rivalitats entre els francs i els bretons.
Esdevingué un comtat que va ser el centre principal de l'Imperi Plantagenet (imperi angeví) durant el segle XIII. Anjou era gobernada pels nobles feudals i va mantenir la seva independència del poder reial fins al 1259, quan el Tractat de París va unificar el territori sota la corona de França. Anjou va ser donat com a part d'herència a la mort de Lluís VIII de França i es va establir com a ducat el 1360. Més tard unit de nou al Regne de França el 1481.

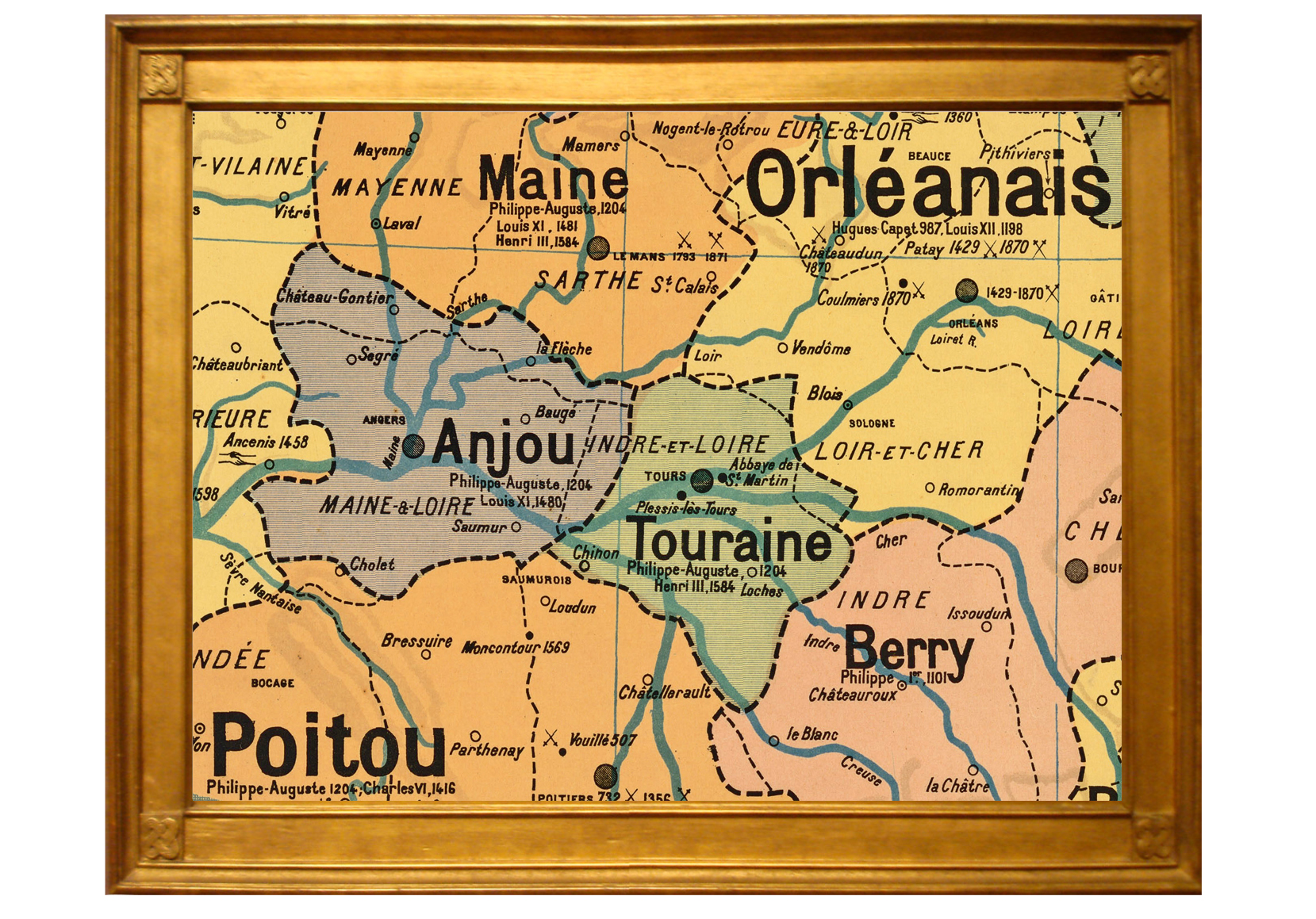
Mapa de 1789 on apareix la província d'Anjou i altres províncies adjacents al nord-oest de França.

El paisatge d'Anjou s'associa a les vinyes i els castells i la vall del riu Loira i en són típics els materials emprats (pissarra i tova) que caracteritzen les cases i els edificis antics i l'abundància d'habitatges troglodítes. El poeta renaixentista Joachim Du Bellay va immortalitzar Anjou a la seva obra Les Regrets, publicada el 1558.